# Helman Mkhalele
Helman Mkhalele (Newcastle, 1969. október 20. –), Dél-afrikai válogatott labdarúgó.
A Dél-afrikai Köztársaság válogatott tagjaként részt vett az 1998-as világbajnokságon, az 1997-es konföderációs kupán, az 1996-os, az 1998-as és a 2000-es afrikai nemzetek kupáján.

## Sikerei, díjai
Orlando Pirates
- Dél-afrikai bajnok (1): 1994
- CAF-bajnokok ligája győztes (1): 1995
- CAF-szuperkupa győztes (1): 1996

Dél-Afrika
- Afrikai nemzetek kupája győztes (1): 1996